# Valurile de pământ din Banat
Valurile de pământ din Banat, numite și valurile romane, reprezintă un sistem de trei rânduri de valuri și șanțuri, orientate nord - sud, care încep între Crișuri, traversează câmpia arădeană și Mureșul, apoi întreg Banatul, pierzându-se undeva în preajma Dunării.

## Semnalare și atribuire
Valurile au fost semnalate pentru prima oară de către Marsigli, la începutul secolului al XVIII-lea și au fost nelipsite de pe hărțile Banatului care au urmat. Au fost atribuite mai întâi romanilor, apoi popoarelor migratoare. Ultimele ipoteze consideră că valurile de pământ din Banat au fost ridicate într-un interval de timp mai îndelungat, sub împărații romani Constantin cel Mare - Constantius II - Valentinian I .